# David Macaulay

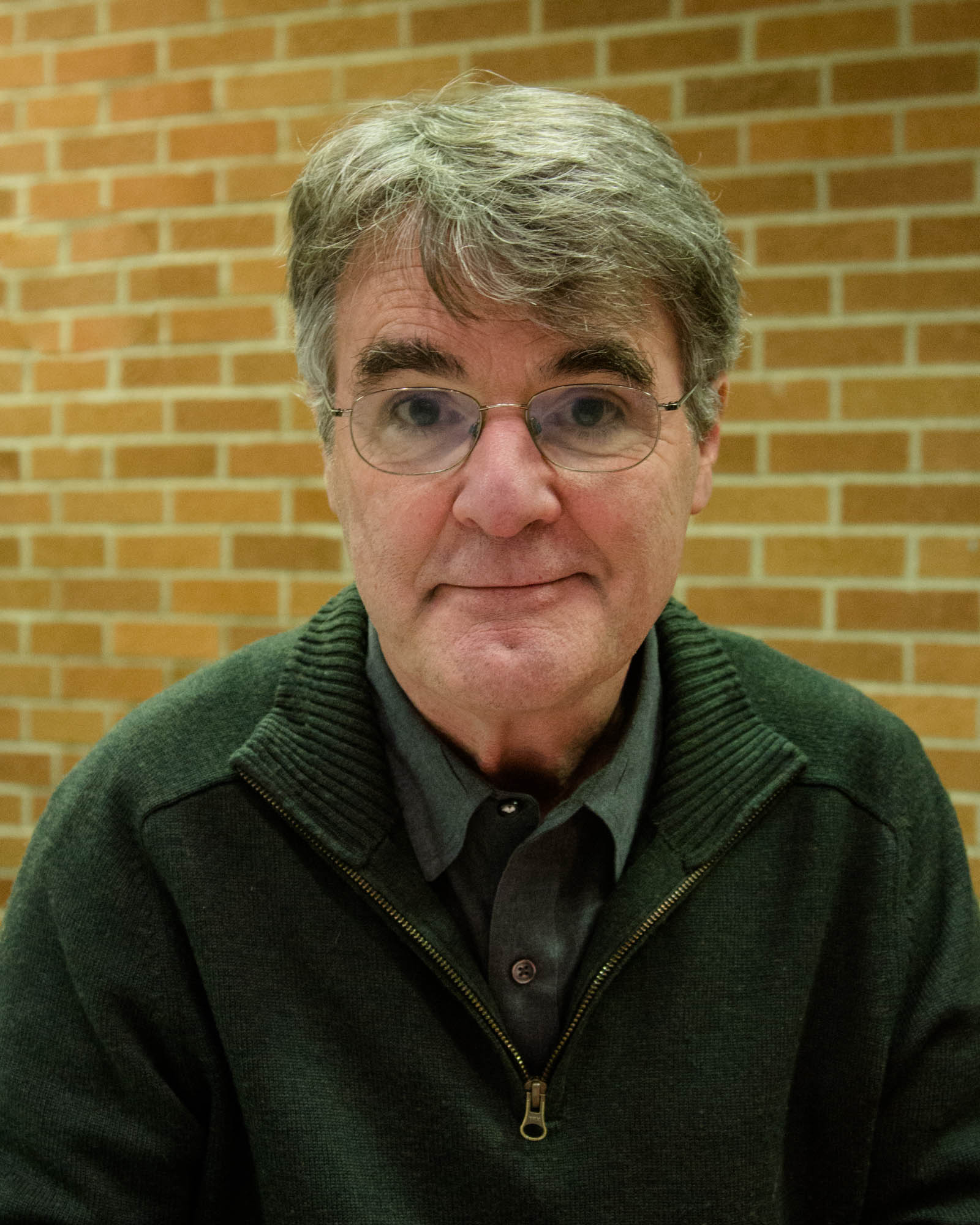
David Macaulay (2012)

David Macaulay (* 2. Dezember 1946 in Burton-upon-Trent, Staffordshire, England) ist ein US-amerikanischer Architekt, Kunsthistoriker und Grafiker. Er wurde durch zahlreiche Kinderbücher bekannt, in denen er geschichtliche Themen bildhaft erklärt.

## Leben
1957 zogen seine Eltern in die USA um, wo er in Bloomfield, New Jersey aufwuchs. Dort begann er schon bald mit dem Zeichnen.
Er begann eine Ausbildung an der Rhode Island School of Design und erhielt dort einen Bachelor in Architektur. Es folgten fünf Studienjahre in einem Förderprogramm, die er in Rom, Herculaneum und Pompeji verbrachte.
Für kurze Zeit arbeitete er danach als Innenarchitekt und High-School-Lehrer und begann mit dem Schreiben und Illustrieren von Büchern. 1973 erschien sein erstes Buch Cathedral: The Story of Its Construction (dt. Sie bauten eine Kathedrale), in dem er anschaulich den Entstehungsprozess mittelalterlicher Kathedralen schilderte. Nach demselben Prinzip erschienen in der Folge die Bücher über die Entstehung römischer Städte, der Pyramiden und den Bau mittelalterlicher Burgen. Die Reihe setzte er mit Unterbrechungen mit den Büchern über eine Mühle in Neuengland und eine Moschee fort.
Die technischen Themen faszinierten Macaulay schon seit frühester Jugend und mit dem 1983 erschienenen Buch Underground erklärte er Kindern, wie die Technik unter einer großen Stadt und 1988 in The Way Things Work, wie die Welt der Maschinen funktioniert. Für dieses Buch erhielt er 1990 den Science Writing Award des American Institute of Physics. In seinem neusten Werk „erklärt“ er grafisch die Anatomie des Menschen.
Seine Bücher wurden in zwölf Sprachen übersetzt. Cathedral, City, Pyramid und Castle wurden für das Fernsehen adaptiert und er gewann eine Vielzahl von Auszeichnungen, unter anderem den Deutschen Jugendliteraturpreis.
Eine Retrospektive über sein Werk wurde erstmals 2004 im Norman Rockwell Museum in Stockbridge, Mass., und im Hudson River Museum in Yonkers gezeigt. 2007/08 wurde ihm im National Building Museum in Washington, D.C. die Ausstellung The Art of Drawing Architecture der American Society of Civil Engineers gewidmet.
David Macaulay lehrt an der Rhode Island School of Design. Er lebt mit seiner Familie in Norwich, Vermont.
2006 war er MacArthur Fellow.

## Auszeichnungen
- 1991: Caldecott Medal in Gold für „Black and White“ (Von der Association for Library Service to Children. Die Auszeichnung gilt neben einer anderen als bedeutender Kinderbuchpreis in den USA.)

## Schriften
- Cathedral: The Story of Its Construction. 1973. Deutsch: Sie bauten eine Kathedrale. Übersetzung Monika Schoeller. dtv, München 1985, ISBN 3-423-79500-X.
- City: A Story of Roman Planning and Construction. 1974. Deutsch: Eine Stadt wie Rom. Planen und Bauen in der römischen Zeit. Übersetzung Monika Schoeller. Artemis, Zürich/München 1975. Neuübersetzung: Eine Stadt nach Plan. So bauten die Alten Römer. Übersetzung Cornelius Hartz. NA-Verlag, Oppenheim am Rhein 2019, ISBN 978-3-96176-087-9.
- Pyramid. 1975. Deutsch: Wo die Pyramiden stehen. Übersetzung Peter Suter. dtv, München 2001, ISBN 3-423-79501-8.
- Underground. 1976. Deutsch: Unter einer Stadt. dtv, München, 1977, ISBN 3-423-07903-7.
- Castle. 1977. Deutsch: Es stand einst eine Burg. Übersetzung Elisabeth Schnack. dtv, München 1986, ISBN 3-423-79503-4.
- Great Moments in Architecture. 1978. Deutsch: Höhepunkte der Architektur. Artemis, Zürich, München 1978, ISBN 3-7608-8057-6.
- Motel of the Mysteries. 1979. Deutsch: Motel der Mysterien. Übersetzung Werner Leonard. Gerstenberg, Hildesheim 2000, ISBN 3-8067-2507-1. Neuübersetzung: Motel der Mysterien. Übersetzung Cornelius Hartz. NA-Verlag, Mainz 2018, ISBN 978-3-96176-038-1.
- Unbuilding. 1980. Deutsch: Der Rückbau oder: Das unrühmliche Ende des Empire State Building. Maulwurf, Remchingen 1992, ISBN 3-929007-10-X.
- Mill. Houghton Mifflin, New York, NY 1983, ISBN 0-395-34830-7.
- Baaa. Houghton Mifflin, Boston 1985, ISBN 0-395-38948-8.
- Why the Chicken Crossed the Road. Houghton Mifflin, Boston 1987, ISBN 0-395-44241-9.
- The Way Things Work. 1988. Deutsch: Das dicke Mammutbuch der Technik. Tessloff, Nürnberg 2002, ISBN 3-7886-9915-9.
- Black and White. Houghton Mifflin, Boston 1990, ISBN 0-395-52151-3.
- Ship. Houghton Mifflin, Boston 1993, ISBN 0-395-52439-3.
- Shortcut. 1995. Deutsch: Die Abkürzung. Übersetzung Petra Albers. Gerstenberg, Hildesheim 2002, ISBN 3-8067-4244-8.
- Rome Antics. Houghton Mifflin, Boston 1997, ISBN 0-395-82279-3.
- New Way Things Work. 1998. Deutsch: Das neue Mammut-Buch der Technik. Tessloff, Nürnberg 1999, ISBN 3-7886-0134-5.
- Building Big. 2000. Deutsch: David Macaulay's großes Buch der Bautechnik. Gerstenberg, Hildesheim 2002, ISBN 3-8067-4962-0.
- Angelo. Houghton Mifflin, Boston 2002, ISBN 0-618-16826-5.
- Mosque. 2003. Deutsch: Sie bauten eine Moschee. Gerstenberg, Hildesheim 2004, ISBN 3-8067-5065-3.
- The Way We Work. Houghton Mifflin, Boston 2008, ISBN 978-0-618-23378-6.
- Crossing on Time: Steam Engines, Fast Ships, and a Journey to the New World (2019, dt. Ausgabe 2022 - ISBN 978-3-8369-6114-1)